# AQM-37松鴉鷹靶機
松鴉鷹靶機（英語：Jayhawk)是一款由比奇飛機公司製造的空射超音速靶機，能夠模擬來襲的洲際彈道飛彈彈頭，用於艦隊攔截演習

## 發展

### AQM-37
1959年，美國海軍和美國空軍聯合發布了一對新型高速消耗性靶機的需求。比奇飛機公司提出一款配有翼尖鰭和液體火箭發動的小型三角翼無人機，並贏得該提案。該機最初命名為XKD2B-1，但現稱為AQM-37。該型無人機於1961年5月首次試飛，1963年投入美國海軍服役，並於2022年9月22日發射了最後兩架靶機。

最初的量產版為AQM-37A(Beech Model 1019)，並隨著不同的任務需求，許多子型號（包括模擬掠海反艦飛彈或高空海軍攻擊導彈等）應運而生。某些具備改良熱防護功能的高性能型號速度達到了4.7馬赫，並在彈道軌跡上超過112,000英尺（34）。而美國海軍的最新款為AQM-37C，之後就停止對該款的研製了。
在1960年代末對AQM-37A進行評估後，美國陸軍採購一批小型初期生產的AQM-37A（Model 1100和Model 1101），與其他型號不同的是，這些型號可以使用降落傘系統回收。其中一些是為低空操作設計的，配備了雷達高度計，而另一些則是為高空操作設計的，配備了氣壓高度計。陸軍後來訂購了超過400架改良的不可回收1102型AQM-37A。
美國空軍在1970年代初評估了AQM-37，但採用速度較慢。雖然採購的具體記錄並不清晰，但部分資料顯示，AQM-37已經成為空軍靶機庫的一部分。美國也將少量的AQM-37銷往意大利、以色列和法國，而英國的肖特兄弟在授權下生產了數百架，稱為Shorts SD.2 Stiletto。意大利的Meteor公司也授權生產了若干架AQM-37。美國空軍主要使用F-4幽靈II戰鬥機進行發射，而英國空軍則使用坎培拉轟炸機執行
AQM-37的發動機由Rocketdyne製造（雖然有部分資料顯示由哈雷機車製造，但資料可靠程度不明），這款發動機使用的是「可儲存的」液體推進劑，不同於液氧和液氫等需要在發射前才加注以防蒸發的低溫推進劑。然而，這些常用的可儲存推進劑具有腐蝕性、高毒性，並且是「自燃性的」，這意味著當推進劑混合時會自動點燃，因此這些推進劑在處理時較為棘手。

### AQM-81A Firebolt

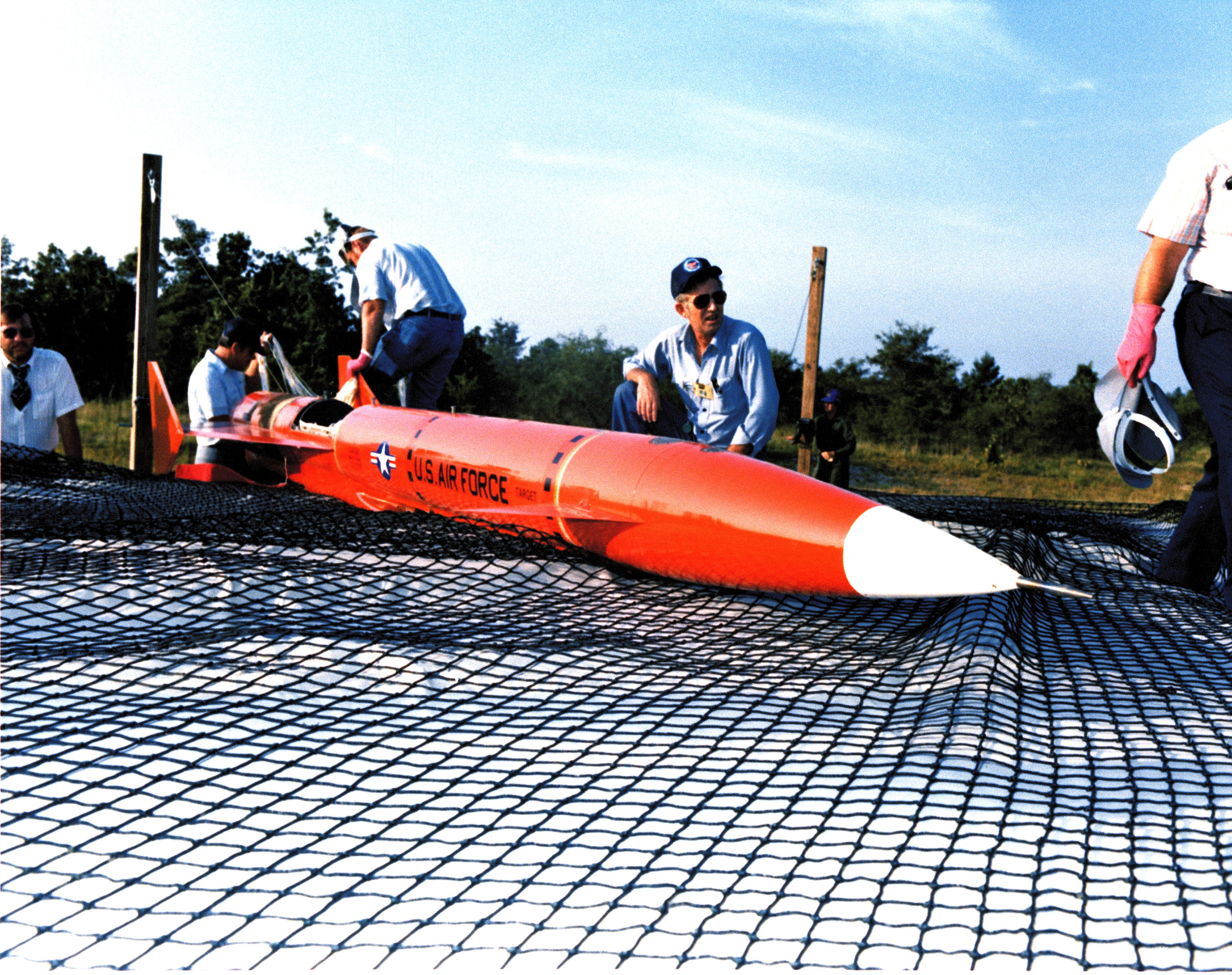
AQM-81A

美國空軍在在1960年代末開始對AQM-37進行了替代推進方案的研究，該命名為Sandpiper。該計劃主要涉及到發動機技術（火箭噴射）的燃料及設計，空軍將一些AQM-37A靶機安裝上使用固體燃料和可儲存硝酸氧化劑的「混合」發動機。由於測試符合預期，空軍在1970年代啟動了「高空超音速靶機」（HAST）計劃。然而，HAST計劃遭遇了各種困難，直到1979年才將合約授予雷恩航空公司生產Model 305/AQM-81A 火箭彈（英語：Firebolt)。
首枚火箭彈於1983年6月13日從佛羅里達州埃格林空軍基地的一架F-4D 鬼怪II上發射。新靶機的外形與AQM-37非常相似，但配備了混合火箭發動機。雖然飛行測試計劃完成了，但HAST計劃隨後完全停滯，AQM-81A最終未進入量產。

## 型號

展示於航空無人機博物館的AQM-37

Model 1019被美國軍方指定為 AQM-37A
Model 1072英國的版本
Short Stiletto由肖特改裝後，供英國使用的Model 1072
Model 1088意大利的版本
Model 1094法國的的版本
Model 1100美國陸軍使用的版本，配備有2級回收降落傘
Model 1101美國陸軍使用的版本，配備有2級回收降落傘
Model 1102美國陸軍使用的版本，但為一次性使用的版本
XKD2B-1靶機原型機
KD2B-11962年美國三軍航空器命名系統之前的海軍編號
AQM-37A1962年美國三軍航空器命名系統之後的海軍編號
AQM-37B在美軍改訂AQM-37C後，該編號被放棄
AQM-37C
AQM-37D升級電氣系統和航空電子設備以提高可靠性
Teledyne Ryan AQM-81A Firebolt美國空軍的AQM-37版本，使用帶有液體氧化劑 (赤煙硝酸) 的固體火箭燃料。由於比奇的報價太貴，因此交由雷恩航空公司進行接下來的研製
Teledyne Ryan AQM-81B海軍的版本，但並未採用
Q-121962年美國三軍航空器命名系統之前的空軍編號

## 外部連結
- Directory of U.S. Rockets and Missiles - AQM-37 （页面存档备份，存于）
- Directory of U.S. Rockets and Missiles - AQM-81 （页面存档备份，存于）
- 本文參考了網路文章的資料Unmanned Aerial Vehicles by Greg Goebel